# Bjørn & Okay
Bjørn & Okay er et dansk poporkester, der siden slutningen af 1968 har spillet dansktopmusik og haft en lang række hits som "Du og jeg", "Den gule flyver", "Tro, håb og kærlighed" og "Bind dit gule hårbånd".[kilde mangler] Deres største albumsucces er Snevalsen (1982), der har solgt over 100.000 eksemplarer.
Gruppens forgrundsfigur og sanger gennem alle årene har været Bjørn Hansen, der også spiller el-bas. De øvrige medlemmer er i dag trommeslageren Benny Jensen, keyboardspilleren Svend Aage Studsgaard og guitaristen Erik Madsen.
Bjørn Hansen er far til Johnny Hansen fra dansebandet Kandis.

## Diskografi
Studiealbum
- Pigen og hårbåndet (1969)
- Træffere (1971)
- En aften med Bjørn & Okay (1972)
- Til fest med Bjørn & Okay' (1974)
- Til enkebal (1974)
- Sommer-party (1975)
- En lillebitte tåre der faldt (1975)
- Op på lakridserne (1976)
- En fattig millionær (1976)
- Landet rundt med Bjørn & Okay (1977)
- Hej med dig (1977)
- På utallige opfordringer (1978)
- Jul med Bjørn & Okay (1978)
- Live i aften (1979)
- Ta' vesten på (1979)
- Gi' en omgang (1980)
- Se dig om (1981)
- Snevalsen (1982)
- Så kører vi (1983)
- Albatros (1984)
- Skal vi mødes igen (1985)
- Barndomstiden (1986)
- Det koster sved (1987)
- Modne mænd (1988)
- Ta' fri en dag (1989)
- Går i luften (1990)
- Sådan!  (1991)
- En lille hilsen... (1993)
- Ta'r kegler (1995)
- Hvor tiden dog går... (1996)
- Lige på trapperne (1998)
- Krobal (1999)
- Gæstealbummet (2003)
- Jul med Bjørn & Okay (2005)
- Fra den rigtige vinkel (2015)

Opsamlingsalbum
- Bjørn & Okay's største succes'er (1974)
- 10 år på Dansktoppen (1975)
- Dansktop special (1977)
- Dengang med Bjørn & Okay (1980)
- 1965 (1981)
- Lørdags-party (1982)
- Ønskebrønden (1988)
- Største hits (1988)
- Den største bangebuks i byen (1989)
- Til alle tider nr. 1 (1992)
- Til alle tider nr. 2 (1992)
- 36 fuldtræffere + 2 (1995)
- Den gule flyver + 4 nye sange (2000)
- Vores favoritter (2001)
- 100 Go'e med Bjørn & Okay (2004)
- 40 år og 40 hits (2005)
- Du & jeg: alle tiders Bjørn & Okay (2006)
- Bjørn & Okay (4-CD bokssæt, 2007)